# Tolfetano

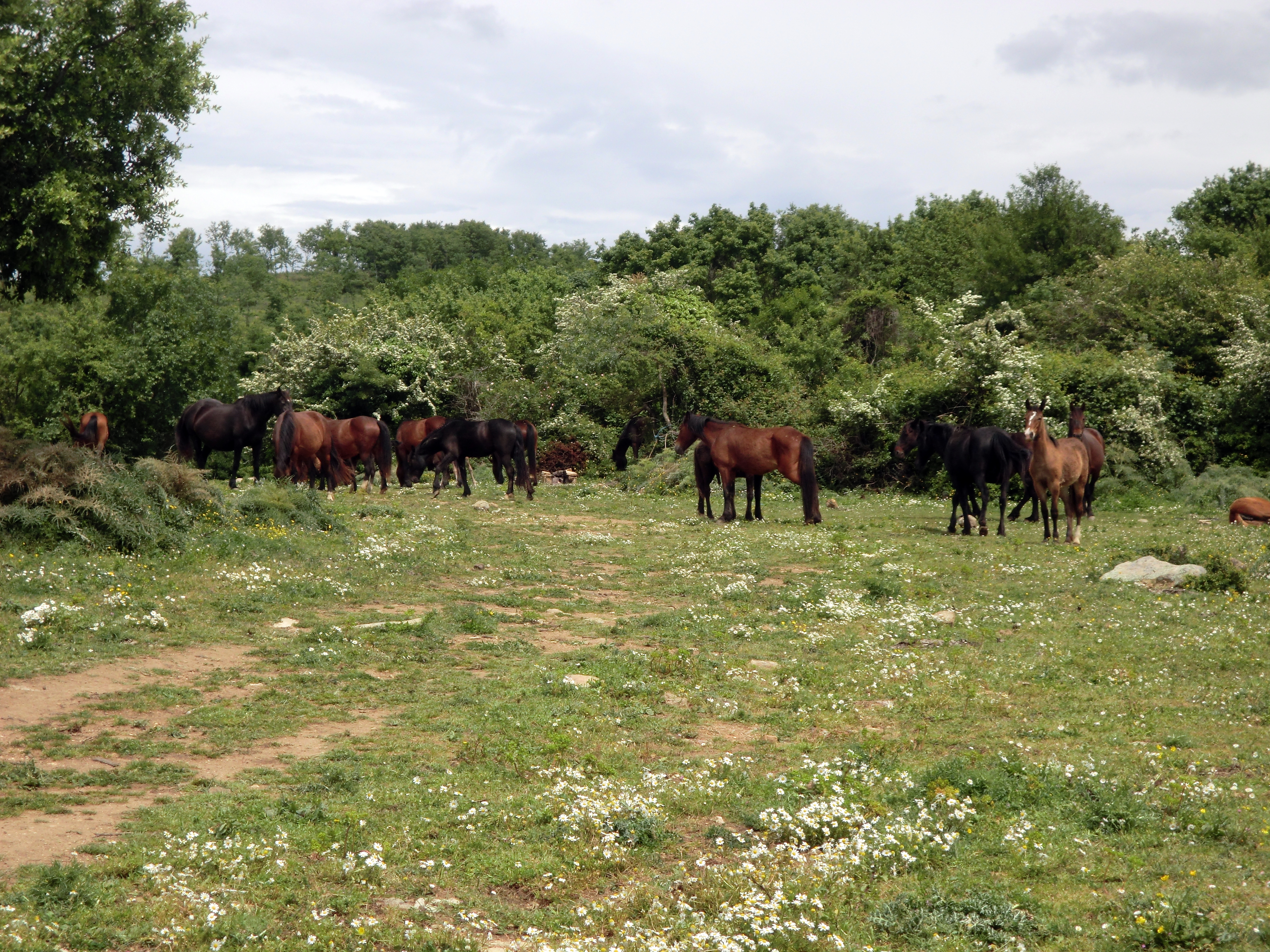
Cavalli tolfetani al pascolo presso la Tolfaccia

Il tolfetano è una razza equina originaria dell'Italia centrale, precisamente tra i monti della Tolfa, in provincia di Roma e Viterbo, fin dall'epoca degli Etruschi. È un animale molto rustico, robusto e resistente, avendo le stesse origini del cavallo Maremmano. Si pensa, infatti, che il cavallo rappresenti la versione originale del più noto "Maremmano", prima dell'introduzione del sangue Purosangue nella razza.
La sua attitudine era ed è ancora quella del cavallo da lavoro sia da soma che come compagno dei butteri della Maremma laziale nella conduzione del bestiame. Oggi è utilizzato anche per l'equiturismo.

## Storia
Razza sviluppatasi nella regione nord della provincia di Roma e Viterbo e più precisamente tra i comuni di Tolfa e Allumiere dove oggi trova il suo centro di diffusione e protezione. Diretto discendente del cavallo maremmano si stima la sua origine in epoca etrusca. Geneticamente influenzato da razze nordafricane come il Berbero in epoca rinascimentale e in successive epoche da linee francesi. In epoca moderna differenziato dalla odierna razza maremmana in seguito a incroci della stessa con la razza purosangue inglese. Vide nel Novecento un rapido declino dato dall’avanzamento tecnologico della rivoluzione industriale che portò a una consistenza ad oggi di circa 1700 esemplari iscritti al libro genealogico.

## Caratteri morfologici
Presenta corporatura solida, robusta e resistente ma slanciata e fine caratteristica del tipo mesomorfo. Il mantello tipico è baio ma presente anche nelle varianti morello, sauro o grigio. Il profilo della testa è di tipo montonino portata da un collo corto, largo, con folta criniera. La spalla è breve e lievemente inclinata come anche la groppa; garrese muscoloso e poco evidente. Il petto è stretto e il torace poco profondo con arti brevi e fini e piedi contenuti. L’altezza media è di 150 cm per i maschi e 147 cm per la femmina. Gli individui che presentano mantello diverso dai quattro sopra citati, balzane sopra il nodello, taglia eccessivamente fuori standard vengono esclusi dal registro anagrafico del libro genealogico della razza.